# Lorenz Bünsow
Lorenz Bünsow, auch Laurentius Bünsow (* 30. Oktober 1630 in Bobbin auf Rügen; † 10. Oktober 1679 in Stralsund) war ein deutscher Lehrer.

## Leben
Lorenz Bünsow war der älteste Sohn des aus Stralsund stammenden Pastors an der Bobbiner Kirche St. Pauli Christian Bünsow (* 1609; † 1647) und seiner Frau Anna Stappenbeck, der Tochter seines Vorgängers in Bobbin. Er besuchte das Gymnasium Stralsund, studierte ab 1648 an der Universität Greifswald und nach kurzem Aufenthalt in Stralsund bei Bahr ab 1652 an der Universität Wittenberg. Er wurde dann Hauslehrer bei dem Lübecker Bürgermeister David Gloxin, für den er auch politische Schriften zu Fragen Lübecks und der Hanse in Latein fertigte. 1661 bis 1668 war er Rektor der Großen Stadtschule Wismar. Sein Nachfolger in Wismar wurde sein jüngerer Bruder Christian (* um 1640; † 17. September 1671).
Zu Ostern 1668 wurde er auf Betreiben seines früheren Lehrers und nunmehrigen Stralsunder Ratsherrn Benedikt Bahr nach Stralsund berufen und war bis Michaelis 1679 Rektor des Gymnasiums Stralsund.
Seine Briefsammlung war im 19. Jahrhundert noch im Stadtarchiv Stralsund erhalten. Aus Anlass seines Todes entstanden eine ganze Reihe von Trauer- und Gedenkschriften. Eine Mappe mit fünf dieser Personalschriften aus dem Bestand der Stralsunder Gymnasialbibliothek, die ein Antiquar rechtswidrig erworben hatte, wurde im Herbst 2012 im Internet angeboten.